# Mu (continent perdut)
Mu, el continent de Mu o el continent perdut de Mu, és el nom d'un suposat continent perdut el concepte del qual i nom van ser proposats per l'escriptor i viatger del segle xix Augustus Le Plongeon, qui va afirmar al seu llibre Queen Móo and The Egyptian Sphinx publicat el 1896, que diverses civilitzacions antigues, com les d'Egipte i Mesoamèrica, van ser creades per refugiats de Mu, suposadament localitzat a l'Oceà Atlàntic.
Le Plongeon afirmava haver traduït jeroglífics de la civilització maia que feien referència a l'existència d'una gran illa ubicada a l'oceà Atlàntic que s'hauria enfonsat després d'un gran cataclisme.
S'ha demostrat que l'existència de Mu no té cap fonament científic.